# Рингстед (коммуна)
Рингстед (дат. Ringsted Kommune) — датская коммуна в составе области Зеландия. Площадь — 295,48 км², что составляет 0,69 % от площади Дании без Гренландии и Фарерских островов. Численность населения на 1 января 2008 года — 32092 чел. (мужчины — 15930, женщины — 16162; иностранные граждане — 1566).

## Изображения

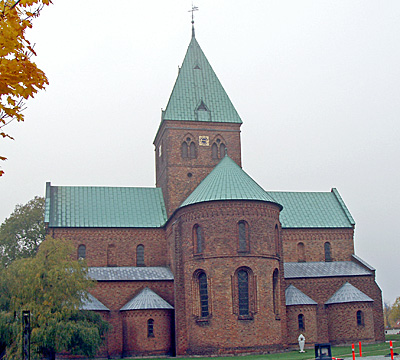
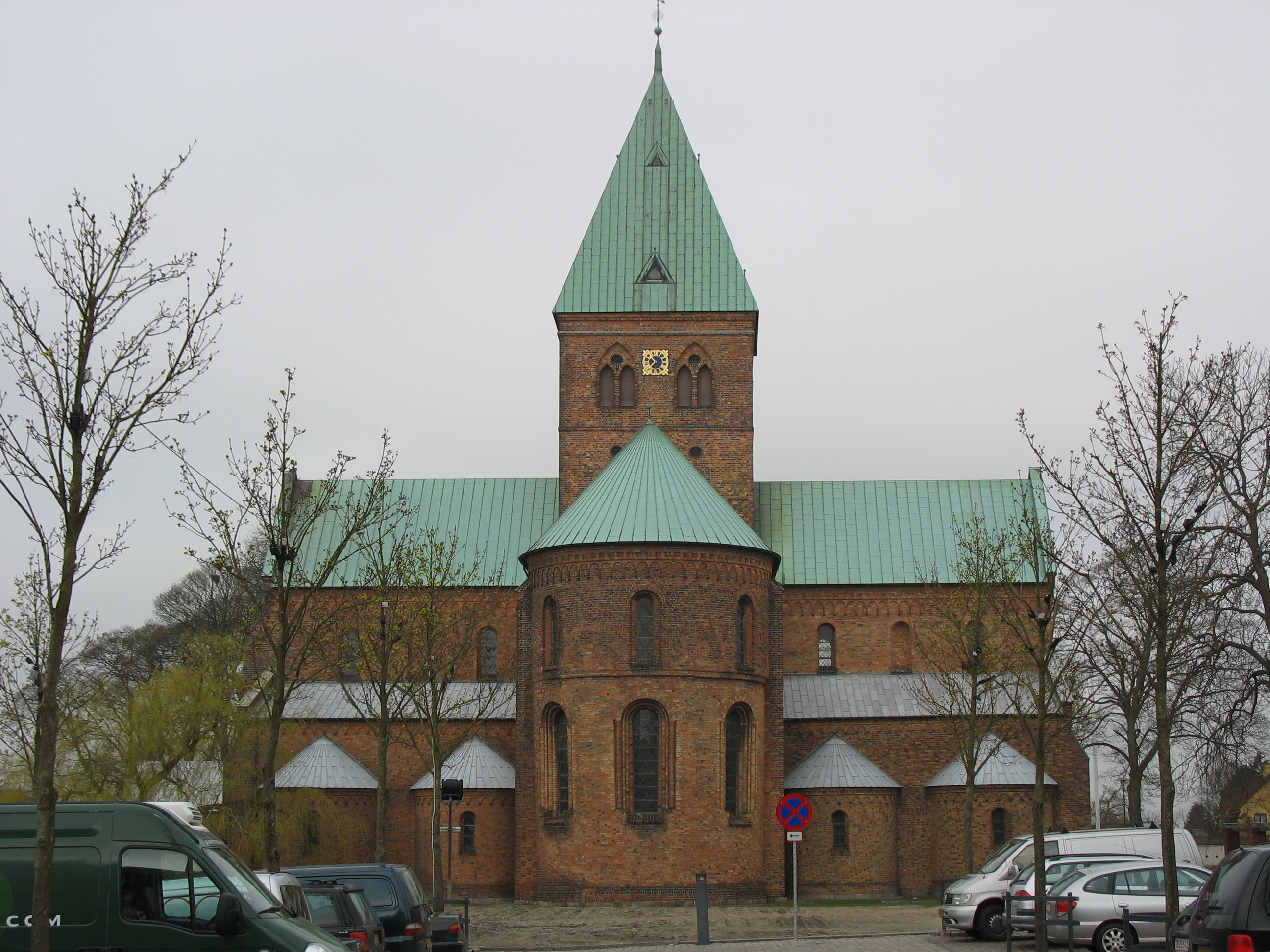
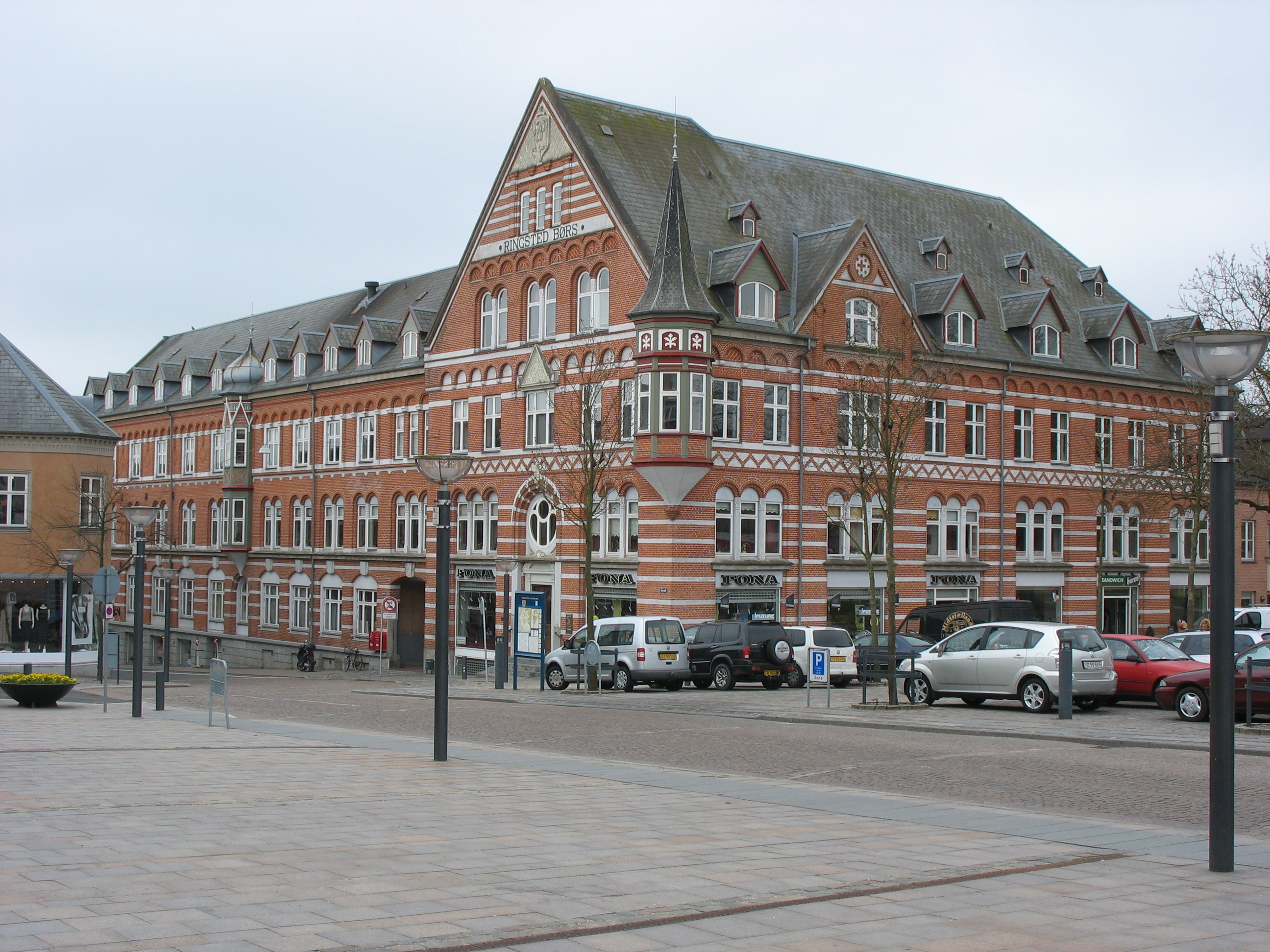
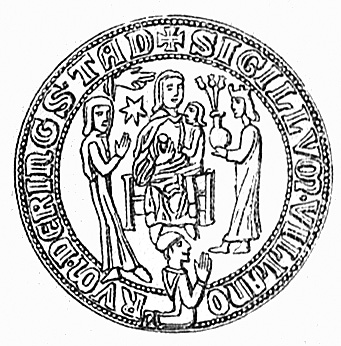

## Железнодорожные станции
- Рингстед (Ringsted)